# Canthigaster callisterna
Canthigaster callisterna, tên thông thường là cá nóc hề, là một loài cá biển thuộc chi Canthigaster trong họ Cá nóc. Loài này được mô tả lần đầu tiên vào năm 1889.

## Phân bố và môi trường sống
C. callisterna có phạm vi phân bố ở vùng biển Tây Nam Thái Bình Dương. Loài này được tìm thấy ở ngoài khơi Đông Úc, bao gồm các đảo xa bờ là đảo Lord Howe và đảo Norfolk. Xa hơn về phía đông, loài này được ghi nhận tại các đảo ngoài khơi Đảo Bắc, New Zealand, xung quanh New Caledonia và quần đảo Kermadec. Loài này sống xung quanh các rạn san hô và núi ngầm ở độ sâu khoảng từ 4 đến 250 m.

## Mô tả
C. callisterna trưởng thành có kích thước tối đa được ghi nhận là khoảng 23 cm. Nửa thân trên có màu nâu lục với nhiều vệt đốm màu xanh đen; bên dưới có một dải rộng màu trắng được viền bởi 2 dải nâu sẫm trải dài từ mõm đến vây đuôi; nửa thân dưới màu trắng. Xung quanh mắt tỏa ra các sọc màu xanh lam đậm.
Số gai ở vây lưng: 0; Số tia vây mềm ở vây lưng: 9 - 11; Số gai ở vây hậu môn: 0; Số tia vây mềm ở vây hậu môn: 9 - 10; Số tia vây mềm ở vây ngực: 15 - 18.
Cũng như những loài cá nóc khác, C. callisterna có khả năng sản xuất và tích lũy các độc tố như tetrodotoxin và saxitoxin trong da, tuyến sinh dục và gan. Mức độ độc tính khác nhau tùy theo từng loài, và cũng phụ thuộc vào khu vực địa lý và mùa.
Thức ăn của C. callisterna là các loài động vật giáp xác và động vật thân mềm. C. callisterna được đánh bắt nhằm mục đích thương mại cá cảnh, nhưng không xuất hiện phổ biến.